# Vicente Lucas
Vicente da Fonseca Lucas (Lourenço Marques, 1935. szeptember 24. –) portugál válogatott labdarúgókapus.

## Pályafutása

### A válogatottban
1959 és 1966 között 20 alkalommal szerepelt a portugál válogatottban. Részt vett az 1966-os világbajnokságon.

## Sikerei, díjai
Portugália
- Világbajnoki bronzérmes (1): 1966